# День флага Литвы
День флага Литвы – памятный день, отмечаемый 1 января. Литовский флаг был впервые поднят 1 января 1919 года в Вильнюсе немногочисленной группой добровольцев, входивших в литовские военные формирования. В память об этом событии ежегодно в первый день нового года в Литве  отмечается День флага Литвы  (лит. Lietuvos Vėliavos diena).
С конца XIV века и на протяжении более четырёх веков флаг Литвы был красного цвета, на флаге была изображена Погоня — вооружённый всадник на коне. В 1918 году именно такой флаг стал государственным флагом Литвы.
Литовский Совет учредил специальную комиссию для разработки национального флага, и 19 апреля  1918 года был принят горизонтальный триколор с использованием цветов, наиболее популярных в традиционной литовской одежде.
Сегодня флаг Литвы — официальный государственный символ Литовской Республики  — представляет собой прямоугольное полотнище из трех равновеликих горизонтальных полос: верхней — жёлтого, средней — зеленого и нижней — красного цвета. Отношение ширины флага к его длине 3:5.
Жёлтый — цвет солнца, символизирует процветание, благородство, честность и величие духа.
Зелёный — цвет жизни, несущий с собой надежду, свободу, радость и напоминающий о красоте природы.
Красный — цвет родной земли и крови, символизирующий любовь, отвагу, мужество и кровь, пролитую за свое Отечество.